# Ladenbergia oblongifolia
Ladenbergia oblongifolia är en måreväxtart som först beskrevs av Alexander von Humboldt och José Celestino Bruno Mutis, och fick sitt nu gällande namn av Bengt Lennart Andersson. Ladenbergia oblongifolia ingår i släktet Ladenbergia och familjen måreväxter. IUCN kategoriserar arten globalt som sårbar. Inga underarter finns listade i Catalogue of Life.